# Ракович, Андрей Николаевич
Андрей Николаевич Ракович (29 июля (10 августа) 1815 — 28 марта (9 апреля) 1866) — русский живописец, рисовальщик, литограф.
Был принят в Императорскую академию художеств 20 сентября 1824 года — ученик M. H. Воробьёва. В 1836 году окончил академию со званием классного художника, хотя получил только серебряную медаль второго достоинства за картину: «Вид Полицейского моста».
Службу начал в петербургском Строительном комитете, а в 1839 году был определён в Симбирскую гимназию учителем рисования, черчения и чистописания; через два года стал преподавать во 2-й Казанской гимназии, а ещё через два года был назначен учителем рисования и живописи при Казанском университете.
В 1844 году он был награждён бриллиантовым перстнём за составление «Художественного обозрения Казанской губернии» и был командирован в Санкт-Петербург и Москву для изучения педагогического процесса. В 1845 году им был составлен «Краткий опыт линейной перспективы», который через ректора Казанского университета, был представлен в Академию художеств для рассмотрения его на предмет утверждения в качестве руководства для учебных заведений Российской империи; после доработки он был напечатан как «Краткое руководство к линейному черчению». В 1845 году за картину «Собор Святых Петра и Павла в Казани» Ракович получил звание академика.
На выставке Академии художеств в 1860 году была представлена его картина под названием: «Вид церкви Усекновения главы Иоанна Предтечи в селе Коломенском».

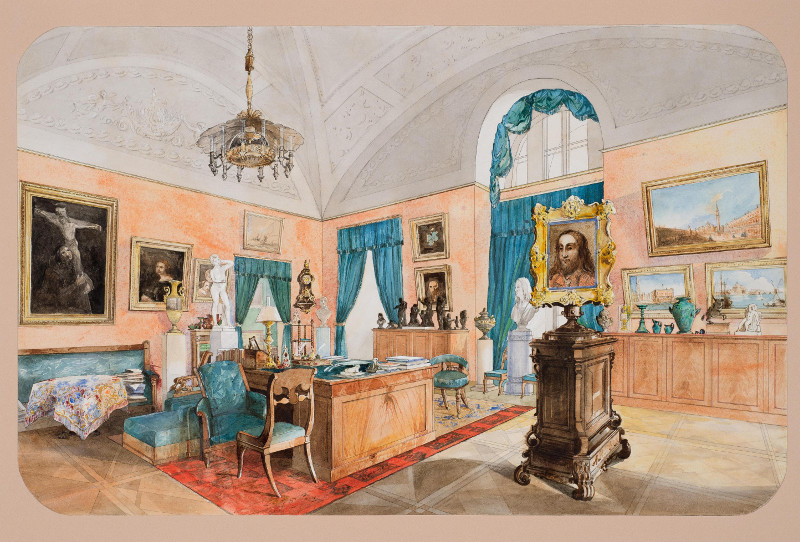
Кабинет графа С. С. Уварова в здании Министерства народного просвещения в Санкт-Петербурге.
А. Н. Ракович. 1847 г.

После введения университетского устава 1863 года он был вынужден оставить университет и преподавал в средних учебных заведениях; ещё с 1862 года он преподавал рисование в Мариинском женском училище. В это время он перевёл с французского языка сочинение Ш. Клемана, «Леонардо да Винчи, Рафаэль, Микеланджело» (Казань, 1863).
В Третьяковской галерее находится его картина «Вид Казани» (1846); ряд работ находится в Государственном музее изобразительных искусств Республики Татарстан.